# Премія імені Самійла Величка
Премія імені Самійла Величка — обласна щорічна літературна премія, започаткована з метою вшанування пам'яті славного козацького літописця, сина Полтавщини,— Самійла Величка, та презентації найкращих зразків національної культури в контексті творчості одного з її фундаторів. 
Започаткована 2003 року розпорядженням Полтавського міськвиконкому від 14.05.2003 р. за № 355 з ініціативи Державного історико-культурного заповідника «Поле Полтавської битви».
Премія присуджується за найкращі здобутки, які утверджують гуманістичні і національні ідеали, ідеї незалежності України, духовні цінності українського народу та є вагомим внеском у національно-культурне відродження Української держави у наступних номінаціях:
- Дослідження в галузі історії України і Полтавщини;
- Відображення минулого в засобах масової інформації;
- За сприяння розвитку Державному історико-культурному заповіднику «Поле Полтавської битви»;
- Відображення доленосних подій у творах мистецтва.

## Лауреати премії

### 2003
- Номінація: "Дослідження в галузі історії України і Полтавщини"

- Шендрик Людмила Кирилівна (26.04.1958 р. н., смт Диканька). Заступник директора Державного історико-культурного заповідника "Поле Полтавської битви".

- Номінація: "Відображення минулого у засобах масової інформації"

- Посухов Валентин Іванович (09.01.1939 р. н., с. Покровська Багачка Хорольського р-ну). Журналіст, краєзнавець, літератор. На той час – заступник редактора газети "Полтавський вісник".

- Номанація: "Сприяння розвитку Державному історико-культурному заповіднику "Поле Полтавської битви"

- Путря Євген Васильович (01.11.1936 р. н., с. Дмухайлівка Дніпропетровської обл.- 15.11.2021 м. Полтава). Художник, графік.

* Номінація: "Відображення доленосних подій у творах мистецтва"
- Підгорний Микола Васильович (16.03.1944 р. н., м. Балашов Саратовської обл.). Заслужений художник України.

### 2004
- Номінація: «Дослідження в галузі історії України і Полтавщини»

- Волошин Юрій Володимирович (17.09.1963 р. н., с. Крючки Балаклійського р-ну Харківської обл.) Доцент кафедри всесвітньої історії ПДПУ ім. В. Г. Короленка.

- Номінація: «Відображення минулого у засобах масової інформації»

- Супруненко Олександр Борисович

### 2007
- Номінація: "Сприяння розвитку Державному історико-культурному заповіднику "Поле Полтавської битви"

- Трегубов Валерій Олександрович (18.05.1951, Полтава – 30.09.2012). Кандидат архітектури, доцент, завідувач кафедри основ архітектури ПНТУ ім. Ю. Кондратюка.

### 2008
- Єрмак Олександр Петрович — кандидат історичних наук, професор, заслужений діяч науки і техніки України

### 2012
- Степаненко Микола Іванович — учений-мовознавець, літературознавець, публіцист.

### 2013
- Розсоха Людмила Олександрівна, заступник директора з наукової роботи Миргородського краєзнавчого музею, Заслужений працівник культури України.